# Balangkayan
Balangkayan (Bayan ng Balangkayan) är en kommun i Filippinerna. Kommunen ligger på ön Samar, och tillhör provinsen Östra Samar. Folkmängden uppgår till 8 134 invånare.
Balangkayan är indelat i 15 barangayer.